# Rorippa sessiliflora
Rorippa sessiliflora är en korsblommig växtart som först beskrevs av Thomas Nuttall, och fick sitt nu gällande namn av Albert Spear Hitchcock. Rorippa sessiliflora ingår i släktet fränen, och familjen korsblommiga växter. Inga underarter finns listade i Catalogue of Life.